# Hagnagora vittata
Hagnagora vittata es una especie de polilla de la familia geométridas. Habita en Chile.
Se ha reportado que las larvas se alimentan de Fuschia magellanica.

## Taxonomía
La especie ha sido provisionalmente sacada del género Hagnagora. El patrón del ala y particularmente la forma del ala diverge fuertemente de las especies en este género.